# Hamnøy
Hamnøy és un poble petit de pesca en el municipi de Moskenes al comtat de Nordland, a Noruega. Està localitzat en el costat oriental de Moskenesøya, aproximadament 1.5 quilòmetres (0.93 mi) al nord-est de Reine, al llarg del Vestfjorden. Hamnøy estava antigament connectat a Reine per transbordador, però va ser reemplaçat per ponts en l'autopista de la ruta europea E10 com a part de la Lofoten Mainland Connection.